# 70P/Kojima
La cometa Kojima, formalmente 70P/Kojima, è una cometa periodica appartenente alla famiglia delle comete gioviane.

## Orbita
Ha una MOID col pianeta Giove che porta la cometa ad avvicinarsi a questo pianeta a distanze tali da subire notevoli perturbazioni dei suoi elementi orbitali; il prossimo passaggio di tale tipo avverrà il 17 marzo 2033 con una distanza tra i due corpi celesti di circa 16,5 milioni di km.